# Würzburger FV
Maillots
Le Würzburger FV est un club allemand de football localisé à Würzburg en Bavière.

## Histoire

ancien logo du FV Würzgurg 04

Les origines du club remontent à 1904 quand le club débuta sous l’appellation de 1. Würzburger FV 04. En 1923, après une brève union  avec un cercle local de gymnastique, le club prit la dénomination de FV Würzburg 04.
Jusqu’aux années 1930, le cercle fut assez anonyme. À partir de 1927, il évolua dans la Bezirksliga Bayern, alors la plus haute ligue de cette région. Grâce à une 7e place finale dans cette série en 1933, le FV Würzburg 04 fut retenu pour être un des fondateurs de la Gauliga Bayern, une des seize ligues créées lors d’une réforme des compétitions selon les exigences des Nazis dès leur arrivée au pouvoir. Le FV 04 fur relégué après une saison.
Au terme de la saison 1941-1942, les autorités nazies obligèrent le FV Würzburg 04 à s’unir avec son rival local du FC Würzburger Kickers pour former une association sportive de guerre (en Allemand: Kriegspielgemeinschaft – KSG). L’équipe formée joua sous l’appellation KSG Würzburg et prit part aux deux dernières saisons d’existence de la Gauliga Bayern.
En 1945, le club fut dissous par les Alliés, comme tous les clubs et associations allemands (voir Directive no 23). Il fut reconstitué la même année et prit ensuite le nom de FV Würzburg 04.
Le cercle recommença discrètement puis devint un des piliers de l’Amateurliga Bayern (niveau 3) à partir de 1950. Il fut relégué une première fois au niveau 4, en 1957 mais remonta au terme du championnat 1959-1960.
En 1963, la DFB créa la Bundesliga. Cela entraîna la restructuration des autres ligues inférieures. Le FV Würzburg 04 ne parvint pas à se qualifier pour rester au niveau 3 et il recula d’un rang c'est-à-dire dans la Landesliga Bayern. Il y resta jusqu’en 1970 (exception faite de deux saisons au niveau 3 de 1964 à 1966).
À partir de la saison 1970-1971, le FV 04 se réinstalla au niveau 3. Il en fut vice-champion en 1975 derrière le SSV Jahn Regensburg. L’année suivante, le FV Würzburg termina à égalité de points avec le FC Wacker München. Le cercle munichois s’adjugea le titre en remporte le barrage (0-2) mais refusa la montée. Ce fut donc Würzburg qui accéda à la 2. Bundesliga, Groupe Süd.
Le FV Würzburger 04 y assura son maintien et fut rejoint au deuxième niveau, la saison suivante, par son rival local du FC Würzburger Kickers. En 1978, le WFV se maintint alors que les Kickers durent redescendre.
FV Würzburg 04 fut relégué de 2. Bundesliga en 1980 après avoir terminé à la 21e et dernière place du Groupe Süd.
Le cercle plongea alors jusqu’au 4e niveau en étant à nouveau relégué la saison suivante après une nouvelle dernière place en Oberliga Bayern.
Le club était à ce moment pétri de dettes, enregistrant plus de 2,5 millions de DM d’arriérés de paiement. Il vendit son stade au cercle local du DJK Würzburg afin d’éponger une partie de ses créances. Mais cela n’empêcha pas le club d’être dissous en mai 1981.
Le club fut immédiatement reconstitué sous l’appellation Würzburger FV et recommença au bas de l’échelle, en Kreisklasse C, soit, à l’époque, au 10e niveau du football allemand.
Le Würzburger FV regrimpa petit à petit les étages de la pyramide allemande et, dix ans après sa reconstitution, en fin de saison 1990-1991 gagna le droit d’accéder à la Landesliga Bayern-Nord (équivalent à l’époque au niveau 4).
Le club qui retrouva des derbies avec ses grands rivaux des Kickers, s’installa en milieu de tableau. En 1996, il termina sur la 3e marche du podium puis, l’année suivante fut vice-champion derrière les…Kickers. En 1998, le Würzburger FV fut encore deuxième, cette fois derrière le SpVgg Bayreuth. À la fin du championnat 1999-2000, il savoura le titre et put monter en Oberliga Bayern. À ce moment cela signifiait monter de Division 5 en Division 4, puisque les Regionalligen avaient été instaurées au 3e étage en 1994.
À partir de 2002, le Würzburger FV joua à l’ascenseur: descente, remontée en 2003, nouvrelle relégation en 2004 et remontée en 2005.
Lors de la saison 2005-2006, le WFV se classa 3e en Oberliga. La saison suivante fut assez moyenne (9e sur 18) puis le club lutta dans le bas du classement en 2007-2008. Il termina à la 14e place, ce qui lui permit de rester en Oberliga Bayern. Il perdit tout de même un niveau et se retrouva au 5e puisqu’à ce moment  fut créée la 3. Liga au 3e étage de la pyramide du football allemand.
En 2008-2009, le Würzburger FV retrouva le FC Würzburger Kickers dans sa série. Mais le championnat fut à nouveau délicat. En fin de saison, le cercle joua et perdit des barrages (contre le SV Seligenporten et le TSV Rain am Lech). Relégué (tout comme les Kickers) en Landesliga, il y conquit le titre et put remonter en Oberliga Bayern (niveau 5).

## Palmarès
- Champion de la Landesliga Bayern-Nord : 1964, 1970, 1999, 2003, 2005, 2010.
- Champion de la 2. Amateurliga Unterfranken Ost : 1960.
- Champion de la Bezirksoberliga Unterfranken : 1991.
- Finaliste de la Bayern Pokal : 2001, 2007.
- Vainqueur de la Unterfranken Pokal : 2001, 2007.

## Joueurs connus
- Lothar Emmerich 5 fois International allemand en 1966, dont la finale de la Coupe du monde 1966
- Friedhelm Groppe vainqueur de la Coupe d’Europe des Vainqueurs de Coupe 1966 avec le Borussia Dortmund
- Steffen Hofmann ensuite au SK Rapid Wien
- Ralf Scherbaum 33 matches de 2. Bundesliga avec le 1. FC Schweinfurt 05

## DerbiesFVcontreKickersdepuis 1963
| Saisons | Ligues                      | Équipes                            | à domicile | en déplacement |
| ------- | --------------------------- | ---------------------------------- | ---------- | -------------- |
| 1964–65 | Amateurliga Bayern (III)    | Würzburger FV – Würzburger Kickers | 2–1        | 1–5            |
| 1965–66 | Amateurliga Bayern (III)    | Würzburger FV – Würzburger Kickers | 0–1        | 1–1            |
| 1970–71 | Amateurliga Bayern (III)    | Würzburger FV – Würzburger Kickers | 3–1        | 2–1            |
| 1971–72 | Amateurliga Bayern (III)    | Würzburger FV – Würzburger Kickers | 1–3        | 4–1            |
| 1972–73 | Amateurliga Bayern (III)    | Würzburger FV – Würzburger Kickers | 1–0        | 3–1            |
| 1973–74 | Amateurliga Bayern (III)    | Würzburger FV – Würzburger Kickers | 2–1        | 0–0            |
| 1974–75 | Amateurliga Bayern (III)    | Würzburger FV – Würzburger Kickers | 3–0        | 1–0            |
| 1975–76 | Amateurliga Bayern (III)    | Würzburger FV – Würzburger Kickers | 3–0        | 1–1            |
| 1977–78 | 2. Bundesliga Süd           | Würzburger FV – Würzburger Kickers | 4–0        | 2–2            |
| 1980–81 | Oberliga Bayern (III)       | Würzburger FV – Würzburger Kickers | 0–0        | 1–1            |
| 1991–92 | Landesliga Bayern-Nord (IV) | Würzburger FV – Würzburger Kickers | 1–2        | 1–3            |
| 1992–93 | Landesliga Bayern-Nord (IV) | Würzburger FV – Würzburger Kickers | 5–1        | 3–0            |
| 1993–94 | Landesliga Bayern-Nord (IV) | Würzburger FV – Würzburger Kickers | 3–3        | 0–5            |
| 1994–95 | Landesliga Bayern-Nord (V)  | Würzburger FV – Würzburger Kickers | 4–1        | 1–5            |
| 1996-96 | Landesliga Bayern-Nord (IV) | Würzburger FV – Würzburger Kickers | 3–0        | 1–1            |
| 1996–97 | Landesliga Bayern-Nord (IV) | Würzburger FV – Würzburger Kickers | 3–2        | 0–0            |
| 1998–99 | Landesliga Bayern-Nord (IV) | Würzburger FV – Würzburger Kickers | 4–0        | 0–1            |
| 2008–09 | Oberliga Bayern (V)         | Würzburger FV – Würzburger Kickers | 1–2        | 2–5            |

Source:« Résultats et classements des ligues bavaroises de football », www.manfredsfussballarchiv.de (consulté le 11 juin 2007)